# Знак долара
Знак долара ($) користи се за обележавање америчког, канадског, аустралијског и зимбабвеанског долара, као и за обележавање бразилског реала, никарагванске кордобе, тонганске па'анге, и пезосâ различитих држава.

До увођења евра као званичне валуте Португалије, знак сличан знаку $ се користио за португалски ескудо.